# Frankie Muniz
Francisco "Frankie" Muñiz IV (født 5. december 1985) er en amerikansk skuespiller, musiker, forfatter, producer og racerkører. Han er primært kendt som stjernen i FOX' tv-sitcom Malcolm i midten, der gav ham en Emmy Award nominering og to Golden Globe Award nomineringer.